# دی هیدرولیپویک اسید
دی هیدرولیپویک اسید (به انگلیسی: Dihydrolipoic acid) با فرمول شیمیایی C8H16O2S2 یک ترکیب شیمیایی با شناسه پاب‌کم 7394 است. که جرم مولی آن ۲۰۸٫۳۴۳ گرم بر مول می‌باشد. 